# Pulau Mandalika
Pulau Mandalika är en ö i Indonesien. Den ligger i den västra delen av landet, 400 km öster om huvudstaden Jakarta.